# Architecture hospitalière
L'architecture hospitalière est l'architecture appliquée aux domaines hospitaliers. Elle s'est notamment caractérisée par une opposition entre l'hôpital pavillonnaire du début du XXe siècle et l'hôpital-bloc qui s'est rapidement imposé à partir des années 1930.

## L'hôpital moderne
Les hôpitaux modernes sont conçus pour minimiser les efforts du personnel médical et réduire les risques de contamination, tout en optimisant l’efficacité du système dans son ensemble. La longueur des déplacements du personnel au sein de l’hôpital est réduite et le transport des patients d’une unité à une autre facilité. Le bâtiment doit intégrer des départements lourds, comme la radiologie et les blocs opératoires, tout en prenant en compte d’importantes spécificités en termes de raccordements électriques, de plomberie, et de gestion des déchets.
Cependant, on remarque que les hôpitaux « modernes » sont souvent le produit d’une croissance qui s’étale sur des décennies ou même des siècles, fréquemment mal contrôlée. Cette croissance a entraîné des ajouts successifs, nécessaires mais désorganisés, en fonction des besoins et des ressources financières.
Cor Wagenar, historien en architecture néerlandais, considère que de nombreux hôpitaux sont  des catastrophes, des institutions anonymes et complexes où règne la bureaucratie et totalement inadaptées à la fonction pour laquelle elles ont été créées. Elles ne sont généralement pas fonctionnelles, et au lieu de mettre les patients à l’aise, elles créent du stress et de l’anxiété.

## Nouvelles orientations
Certains hôpitaux, plus récents, tentent de retrouver des architectures prenant en compte la psychologie des patients, comme une meilleure aération, des vues plus dégagées ou encore des couleurs plus agréables à l’œil. On renoue avec les concepts anciens du « bon air » et des « pouvoirs guérisseurs de la nature » qui furent employés lors du développement des hôpitaux pavillonnaires.
Des études menées par la British Medical Association ont montré qu’une bonne architecture hospitalière peut réduire la période de guérison des patients. L’exposition au soleil aide à lutter contre la dépression ; des chambres non-mixtes permettent plus d’intimité et favorisent une certaine dignité des malades ; la présence d’espaces verts et de jardins est également importante : regarder par la fenêtre améliore l’humeur des patients, diminue leur tension et leur niveau de stress. La disparition des longs couloirs réduit la fatigue et le stress des infirmières.
Autre mutation actuelle notable  la migration d’un système de chambres communes divisées par des cloisons amovibles vers un système de chambres individuelles. Le système de chambres aménageables est considéré comme très efficace, surtout par le personnel médical, mais il est beaucoup plus stressant pour les patients et nuit à leur intimité. Mais demeure la contrainte importante du coût de ces chambres et de leur maintenance, ce qui pousse certains hôpitaux à tarifier plus cher pour des chambres individuelles.